# Zbyněk Vobořil
Zbyněk Vobořil (* 12. listopadu 1940 Dvůr Králové nad Labem – 9. května 2012) byl český chirurg.

## Život
Narodil se v listopadu 1940 ve Dvoře Králové nad Labem, kde v roce 1958 úspěšně složil maturitní zkoušku. Poté zahájil studium na Lékařské fakultě v Hradci Králové, které úspěšně s vyznamenáním ukončil v roce 1964. Po absolvování povinné vojenské služby začal poté pracovat v Semilech. V letech 1966 až 1972 poté pracoval jako odborný asistent na anatomickém ústavu hradecké lékařské fakulty. V roce 1973 přešel na místní chirurgickou kliniku, kde působil zpočátku jako sekundární lékař, poté jako asistent, odborný asistent, docent a nakonec profesor a od roku 1991 přednosta katedry chirurgie. V roce 2006 se zároveň stal přednostou chirurgické kliniky. Během své kariéry získal také titul doktora věd.
Za svou kariéru získal řadu ocenění; byl například čestným členem České chirurgické společnosti, byl oceněn Maydlovou medailí nebo cenou ministra zdravotnictví za rok 1998.

### Politické působení
V senátních volbách v roce 2006 kandidoval jako nestraník za hnutí Nestraníci do Senátu PČR v senátním obvodu č. 35 – Jablonec nad Nisou. Se ziskem 10,09 % hlasů skončil na 4. místě a do druhého kola voleb tak nepostoupil.
V senátních volbách v roce 2008 poté kandidoval opět jako nestraník za hnutí Nestraníci do Senátu PČR, tentokrát ale v senátní obvodu č. 39 – Trutnov. Se ziskem 14,47 % hlasů skončil na 3. místě a do druhého kola voleb tak opět nepostoupil.
Ve sněmovních volbách v roce 2010 kandidoval na 4. místě kandidátní listiny KDU-ČSL v Královéhradeckém kraji, ale nebyl zvolen.